# Josep Sala Mañé

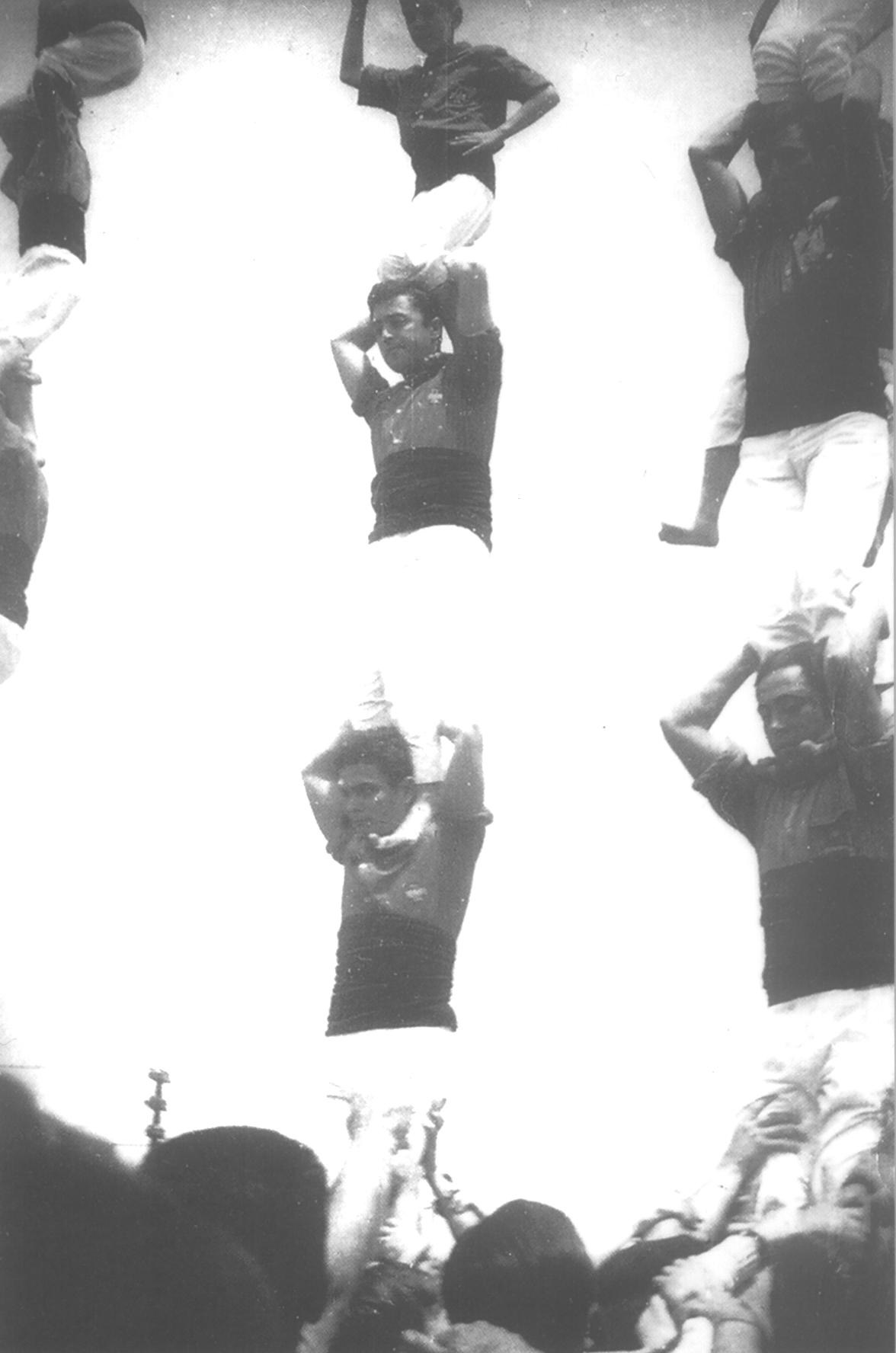
Sala (o primeiro abaixo do pilar do meio) na primeira atuação de colla em 1969

Josep Sala i Mañé (1938 - 20 de abril de 2020) foi um castelista espanhol catalão.
Nasceu em Vilafranca del Penedès em 1938. Na sua juventude, integrou os Castellers de Vilafranca até que a família se mudou para Barcelona nos anos 50. Em 1958, ao lado da família Duch e Pere Català i Roca ele fundou o colla (equipa) de Castellers de Ballets de Cataluña, mas este grupo foi dissolvido em 1963. Seis anos depois, Sala fundou o Castellers de Barcelona, o quarto mais antigo, e foi seu chefe entre 1969 e 1976.
Ele morreu em 20 de abril de 2020 na sua cidade natal, aos 82 anos, após sofrer de COVID-19 durante a pandemia de COVID-19 na Espanha.